# Tetrark
Tetrark, "fjärdingsfurste", eller egentligen "anförare av fyra" (grek. tetrarches av tetra- "fyra" och archo "härska") var en beteckning på diverse småfurstar under romersk överhöghet.
När Herodes den store avled år 4 f.Kr. delades hans kungarike in i flera mindre regioner som regerades av hans söner Herodes Archelaos, Herodes Antipas och Filippos.
År 293 införde Diocletianus en tetrarki där Rom delades in i fyra huvudområden med varsin huvudstad, Trier, Milano, Sirmium, Nikomedeia. Riket blev inte långvarigt. Diocletianus abdikerade år 305, och år 324 gjorde sig Konstantin den store till ensam härskare över imperiet.